# 香純恭
香純 恭（かすみ きょう、1972年8月28日 - ）は、日本の女優、殺陣師。東京都出身。ガイズエンターテイメント所属。身長160cm、体重48cm。

## 出演

### テレビドラマ
- ズッコケ三人組
- 愛の唄
- はみだし刑事情熱系
- マッチポイント!
- 美人三姉妹の推理旅行2（2007年） - 棚橋美南子

### 映画
- 新日本の首領

### Vシネマ
- けんか包丁 義（2000年）
- 浪花の雀刺 勝負（2001年） - 御堂筋不動産 営業三課
- 浪花の雀刺2 陰謀（2001年） - 御堂筋不動産 営業三課
- 錬金の帝王2（2002年）